# Annie Villeneuve
Pour les articles homonymes, voir Villeneuve.
Ne doit pas être confondu avec Anne Villeneuve.
 (février 2025).
Annie Villeneuve est une chanteuse québécoise née à Jonquière, le 5 mai 1983. Sœur jumelle de la chanteuse Suzie Villeneuve, elle fut révélée grâce à la première édition québécoise de l'émission Star Académie.

## Biographie

### Enfance
Originaire de Jonquière, elle démontre de l'intérêt pour la musique dès son jeune âge. En 2000, elle fait ses premières armes sur une scène professionnelle avec la troupe Québec Issime, une expérience qui durera deux ans. Elle y interprète des chansons de styles variés et popularisées par les plus grandes voix du Québec.

### Star Académie, Quand je ferme les yeux (2003-2007)
En 2003, Annie fait partie de la première édition de Star Académie et se démarque en se retrouvant parmi les trois finalistes féminines.
En janvier 2005, Annie lance son premier album solo: Quand je ferme les yeux. L’album se voit certifié or moins de deux mois après sa sortie. Le premier extrait, Tomber à l’eau, est demeuré numéro 1 au palmarès BDS durant cinq semaines. L’album est depuis certifié platine avec plus de 100 000 copies vendues. À l’automne 2005, Annie amorce sa première tournée de spectacles solos et se produira à travers tout le Québec.
Cette même année, Annie est en nomination dans trois catégories au gala de l’Adisq soit : l’album de l’année, chanson de l’année et la révélation de l’année. En 2007, elle se retrouve à nouveau en nomination au gala de l’Adisq, cette fois dans les catégories spectacle de l’année et interprète féminine de l’année. Annie Villeneuve se voit offrir la coanimation de la toute dernière saison de la réputée émission FLASH.

### 400ede Québec, Annie Villeneuve, Noël chez moi & Jeux olympiques (2008-2010)
Annie a collaboré avec d'autres artistes. Parmi ceux-ci, notons Serge Lama, Garou, sans oublier sa participation au spectacle de Céline Dion sur les plaines, dans le cadre des fêtes du 400e de Québec, à la demande de cette dernière.
Le second album d’Annie Villeneuve voit le jour en avril 2009, dont la réalisation est assurée par Toby Gendron (Eric Lapointe, Jean Leloup et Jean-Pierre Ferland) et Fred St-Gelais (Marie-Mai, Roch Voisine, David Usher).
Parmi les collaborateurs la participation de l’auteur compositeur et pianiste de Stephan Moccio. Ce dernier à entre autres contribué aux succès d’artistes tels que : Céline Dion, (A new day), Sarah Brightman et Josh Groban.
Après une relation avec le chanteur Dany Bédar, et avec Étienne Boulay, Ex-joueur de la LCF, Annie partage depuis juillet 2009 sa vie avec le panéliste de l'antichambre  à RDS, Guillaume Latendresse
Rupture en 2016
En février 2010, elle chante, en compagnie de Nikki Yanofsky, la chanson thème des Jeux olympiques d'hiver de Vancouver, J'imagine. Elle revient sur disque en présentant un album de Noël, intitulé Noël chez moi, où elle reprend des succès du temps des fêtes en plus de signer le texte de la chanson titre.

### Théâtre, Telle qu'elle & 5
Cette section ne s'appuie pas, ou pas assez, sur des sources secondaires ou tertiaires indépendantes du sujet.

Pour l'améliorer, ajoutez-en, ou placez des modèles {{Source secondaire souhaitée}} ou {{Source secondaire nécessaire}} sur les passages mal sourcés. (février 2025)
À l'été 2012, Annie ajoute une nouvelle corde à son arc et devient comédienne dans l'adaptation québécoise de la pièce française Ils se sont aimés. Annie y tient le rôle d'Isabelle et est accompagnée de Stéphane E. Roy dans le rôle de Martin. Son jeu est acclamé par la critique et la pièce se produit partout au Québec en 2012 et en 2013.
En septembre 2012, Annie présente son troisième album au public. Ayant pour titre Telle qu'elle, cet album regroupe plusieurs chansons traitant de sujets importants pour la chanteuse, dont l'amour à distance, l'amour fraternel, le décès d'un proche et même le suicide. L'album a été réalisé par Guy Tourville et Annie a écrit et composé la grande majorité des textes et des musiques. Marc Dupré a aussi été un précieux collaborateur. Sa chanson Le sais-tu ? a été numéro 1 plusieurs semaines au top francophone BDS.
En février 2013, Annie devient mentor dans la version québécoise de l'émission The Voice, intitulée La Voix. Annie épaule le coach Marc Dupré, son ami et précieux collaborateur. Elle a comme mandat d'aider les candidats dans la préparation de leur chanson lors des Duels et des Directs.
Le 29 mars 2013, elle a fait son premier Centre Bell en tant qu'artiste solo.
Après avoir annoncé en février qu'elle et Guillaume attendait leur premier enfant, Annie a donné naissance à une petite fille, nommée Léa, le 23 août 2013.
En novembre 2016, la chanteuse fait jaser au niveau de sa campagne de socio-financement sur internet afin d'y financer son cinquième album. « Un choix », estime-t-elle, considérant n'avoir aucunement le droit aux subventions. Vers janvier 2017, elle atteint son objectif d'amasser 60 000$ et s'envole vers Nashville où elle enregistrera l'album avec Chad Karlson à la réalisation.
En avril 2017, elle sort 5 qui comprend l'extrait C'est Ça La Vie.

## Discographie

### Albums studio
- 2005 : Quand je ferme les yeux (Musicor) (125 000 exemplaires vendus +)  Platine
- 2009 : Annie Villeneuve (Entourage Musique) (40 000 exemplaires vendus)  Or
- 2010 : Noël chez moi (Entourage Musique) (55 000 exemplaires vendus)  Or
- 2012 : Telle qu'elle (Entourage Musique)
- 2017 : 5 (Musicor)
- 2024 : Être moi (Inspire Musique)

## DVD
- 2006 : DVD Quand je ferme les yeux - Acoustique

## Théâtre
- 2012: Ils se sont aimés - Isabelle
- 2015: Grease - Sandy

## Prix et nominations

### Gala de l'ADISQ
| Année | Catégorie                           | Pour                                         | Résultat   |
| ----- | ----------------------------------- | -------------------------------------------- | ---------- |
| 2003  | album de l'année - meilleur vendeur | Star Académie (avec Star Académie)           | lauréat    |
| 2003  | album de l'année - populaire        | Star Académie (avec Star Académie)           | lauréat    |
| 2003  | chanson populaire de l'année        | Et c'est pas fini (avec Star Académie)       | lauréat    |
| 2005  | album de l'année - pop-rock         | Quand je ferme les yeux                      | nomination |
| 2005  | chanson populaire de l'année        | Tomber à l'eau                               | nomination |
| 2005  | révélation de l'année               | Annie Villeneuve                             | nomination |
| 2006  | chanson populaire de l'année        | Un ange qui passe                            | nomination |
| 2007  | interprète féminine de l'année      | Annie Villeneuve                             | nomination |
| 2007  | spectacle de l'année - interprète   | Quand je ferme les yeux - acoustique         | nomination |
| 2009  | album de l'année - populaire        | Annie Villeneuve                             | nomination |
| 2009  | interprète féminine de l'année      | Annie Villeneuve                             | nomination |
| 2011  | album de l'année - meilleur vendeur | Noël chez moi                                | nomination |
| 2013  | album de l'année - réinterprète     | Elles chantent Cabrel (avec artistes variés) | nomination |
| 2013  | interprète féminine de l'année      | Annie Villeneuve                             | nomination |

### Autres prix
Star Académie 2003: Finaliste féminine

## Liens
- Site officiel